# Folie à Deux
Folie à Deux – Folie a Deux – czwarty album studyjny zespołu Fall Out Boy. Płyta otrzymała status platyny w Australii oraz złota w USA. W pierwszy tydzień po premierze płyty sprzedano ponad 150 000 kopii co tym samym dało 8. miejsce w Billboard 200. Singlami promującymi płytę zostały takie hity jak : "I Don't Care" (3 września 2008), "America's Suitehearts" (16 stycznia 2009) oraz " What a Catch, Donnie" (6 sierpnia 2009). 
W przeciwieństwie do poprzednich albumów, płyta ta charakteryzuje się bardziej popowym brzmieniem. Nie oznacza to jednak, że FOB zupełnie odeszli od swoich rockowych korzeni. Rockowy klimat zespołu podtrzymuje choćby utwór "West Coast Smokers". Na płycie można usłyszeć również inne znane głosy, gościnnie wystąpili m.in. Brendon Urie, którego można usłyszeć w utworach: "What a Catch, Donnie" oraz "20 Dollar Nose Bleed"; Lil Wayne w "Tiffany Blews"; Alex DeLeon w "What a Catch, Donnie" i "Tiffany Blews"; Pharrell Williams w "w.a.m.s."; Debbie Harry w "West Coast Smoker" oraz Elvis Costello, Gabe Saporta, Travis McCoy, Doug Neumann i William Beckett w "What a Catch, Donnie".

## Lista utworów
- "Lullabye" (ukryta piosenka) – 2:18

1. "Disloyal Order of Water Buffaloes" – 4:17
2. "I Don't Care" – 3:34
3. "She's My Winona" – 3:51
4. "America's Suitehearts" – 3:34
5. "Headfirst Slide into Cooperstown on a Bad Bet" – 3:54
6. "The (Shipped) Gold Standard" – 3:19
7. "(Coffee's for Closers)" – 4:35
8. "What a Catch, Donnie" – 4:51
9. "27" – 3:12
10. "Tiffany Blews" – 3:44
11. "w.a.m.s." – 4:38
12. "20 Dollar Nose Bleed" – 4:17
13. "West Coast Smoker" – 2:46

## Bonusowe utwory w edycji limitowanej płyty
14. "I Don't Care" (Machine Shop Remix) – 3:03
15. "America's Suitehearts" (South Rakkas Remix) – 3:40
16. "Pavlove" – 3:34
17. "America's Suitehearts" (Acoustic) – 3:40
18. "What a Catch, Donnie" (Acoustic) – 4:01

## Wersja iTunes
14. "I Don't Care" (Cobra Starship Suave Suarez Remix) – 3:11
15. "I Don't Care" (music video) – 4:27
16. Digital Booklet